# Jean Prévost (écrivain)
Pour les articles homonymes, voir Jean Prévost et Prévost.
Jean Prévost, né le 13 juin 1901 à Saint-Pierre-lès-Nemours (Seine-et-Marne), mort le 1er août 1944 à Sassenage (Isère), est un écrivain, un journaliste et un résistant français. 

## Biographie

### Famille
Jean Prévost est issue d'une famille enseignante. Son père Henry Prévost est directeur de l'école primaire supérieure de Nemours et sa mère est institutrice. 
En avril 1926, Jean Prévost épouse à Soorts-Hossegor (Landes) Marcelle Auclair. De leur union naissent trois enfants : Michel Prévost ; Françoise Prévost, actrice ; Alain Prévost, écrivain. 
En avril 1940, il épouse en seconde noces, dans le 7e arrondissement de Paris, Jeanne van Biéma. Née en 1901 à Sens (Yonne), morte en 1984 à Paris dans le 15e arrondissement, d'origine juive, fille d’Émile van Biéma, professeur agrégé de philosophie au lycée Buffon, elle devient docteure en médecine. 

### Parcours
Jean Prévost effectue ses études secondaires au lycée Pierre-Corneille à Rouen et ses études supérieures aux classes préparatoires littéraires du lycée Henri-IV où il suit le cours de philosophie d'Alain. Parallèlement, il est adhérent au groupe des Étudiants socialistes révolutionnaires. Il est admis à l’École normale supérieure en 1919.
Devenu suppléant en rhétorique au lycée Michelet, il quitte rapidement l'enseignement et part en Indre faire de la préparation électorale, ce qui n'aboutit pas. Il rentre alors à Paris où Jacques Rivière accepte de publier son premier essai à la NRF, Journée du pugiliste (avril 1924) qui sera suivi en juin par Amitié du discobole et La matinée dans les bois. Il décide alors de se faire écrivain. Rivière et Jean Schlumberger deviennent ses conseillers et il devient, grâce à eux, collaborateur attitré de la NRF à partir d'avril 1924. Il le sera jusqu'en 1940, sans la moindre interruption. Il y rédigera ainsi de nombreuses critiques littéraires et s'occupera de la rubrique Spectacles.
La même année, Adrienne Monnier lui demande de participer avec elle à la revue qu'elle vient de fonder Le Navire d'Argent. C'est elle qui va aussi organiser le fameux combat de boxe entre Prévost et Ernest Hemingway qui se termine par un pouce cassé pour Hemingway.
Il publie en 1925 chez Gallimard son premier livre Plaisirs des sports, un essai sur le corps humain où il explique comment il voulut résoudre par le sport les problèmes que son corps lui posait.
Ramon Fernandez lui présente en 1926 Antoine de Saint-Exupéry. Ils deviennent de très grands amis et, ironie du sort, mourront presque le même jour. Prévost publie dans Le Navire d'Argent d'avril 1926, le texte de Saint-Exupéry L'Aviateur, lançant ainsi sa carrière d'écrivain.
Après la parution de Dix-huitième année en 1928, il entre dans une importante période de création : essais philosophiques, récits, romans, études d'esthétique, critique littéraire…, et devient secrétaire de rédaction de la revue Europe, où il publie de nombreux articles sur Alain, Georges Duhamel, Henry de Montherlant, Mauriac, Roger Martin du Gard parmi d'autres. En 1929, il tient la rubrique Spectacle dans la NRF et la même année, édite son essai sur l'art de Charlie Chaplin Polymnie ou les arts mimiques chez Hazan. La même année, il publie également son Traité du débutant, dans lequel il assure que le succès est un malentendu et que le monde moderne met trop de hâte en toutes choses, y compris dans le champ de la littérature et de la lecture.
En 1930, son premier roman Les Frères Bouquinquant manque le prix Goncourt de peu. Il rentre comme journaliste à L'Intransigeant en juillet 1931 où il prend la place de Léon Bailby dans une chronique qu'il signera Interim puis collabore à l'Europe nouvelle, la revue pacifiste de Louise Weiss à partir de janvier 1932. En 1933, il entre à Pamphlet, la revue d'actualité d'Alfred Fabre-Luce qui cessera de paraître en mars 1934 à la suite des événements de février, et il y publie quatre-vingt-douze articles.
Après la disparition de Pamphlet, il écrit dans divers journaux comme Marianne, Vendredi ou Les Nouvelles littéraires. Pour Marianne, il est chargé d'un reportage en Angleterre où il interviewe des personnalités britanniques. Il écrit à propos de l'Angleterre : « Elle veut agir, jusqu'au dernier moment, comme si la paix était probable ou possible ».
En novembre 1936, il vient à Alger avec un groupe de journalistes français et étrangers dans le cadre de l'association Les amis des Lettres fondée par Gabriel Audisio, et publie La Terre est aux hommes, ouvrage où il revient à ses préoccupations politiques. Il obtient en 1937 une bourse de voyage aux États-Unis et y demeure huit mois. De ce périple, il tirera Usonie, esquisse de la civilisation américaine qui sera publié en 1939, ouvrage qu'il dédie à Jesse Isidor Straus, ambassadeur des États-Unis à Paris, qui lui avait obtenu cette bourse.

## La Seconde Guerre mondiale
Lieutenant de réserve, Jean Prévost est mobilisé à la fin du mois d'août 1939 au service du contrôle téléphonique au Havre. En janvier 1940, il demande un changement d'affectation mais sa demande est rejetée.Avec son unité, il part par bateau pour Cherbourg puis est évacué par mer à Casablanca. Démobilisé, il revient en France le 27 août, revoit ses enfants à Montluçon les 28 et 29 et le 31 gagne Clermont où il est engagé par Jean Prouvost et redevient journaliste. Il vit alors à Lyon et travaille à Paris-Soir. Pour sauver sa femme et sa fille restées à Paris, ainsi que le philosophe Alain, malade, il contacte l'écrivain allemand Friedrich Sieburg avec qui il avait eu des relations amicales. Jeanne-Claude et sa fille arrivent ainsi à Lyon fin octobre 1940 où, jusqu'en janvier 1941, ils séjourneront au Grand Nouvel Hôtel.
Jusqu'en novembre 1942, il travaille à Paris-Soir où il publie en feuilleton La Création chez Stendhal. Il sympathise à Lyon avec André Latarjet et son fils Raymond et permet à ce dernier, en reprenant son manuscrit, de faire publier son roman Laponie.
En juin 1942, il publie sa thèse Stendhal et l'Art d'écrire aux éditions du Sagittaire à Marseille, thèse qu'il soutient en novembre 1942 à la faculté des lettres de Lyon sous la présidence de Daniel Delafarge, Paul Hazard n'ayant pas réussi à franchir la ligne de démarcation. Il est reçu avec la mention « très honorable ». Gaëtan Picon qualifie cette thèse de « tout premier ordre » dans son Panorama de la nouvelle littérature française.
Fin 1942, il dirige un numéro spécial de la revue Confluences consacré aux problèmes du roman. Parmi les signatures, on trouve : Paul Valéry, Edmond Jaloux, Marcel Arland, Albert Camus, Jean Cocteau, Stanislas Fumet, Georges Simenon, Elsa Triolet ou encore Louis Aragon sous le pseudonyme de Paul Wattelet. Prévost en écrit l'introduction ainsi que des articles sur Roger Martin du Gard, Valery Larbaud, Jean Giono et l’œuvre d'André Chamson. Le numéro sort en 1943.
Il adhère au Comité national des écrivains, créé par Aragon et sa femme, et participe en février 1942, avec Aragon, Auguste Anglès, Stanislas Fumet et Henri Malherbe, à la création, à Lyon, du journal clandestin Les Étoiles,.

### La Résistance
Ami de Pierre Dalloz, en mars 1941 celui-ci lui confie le premier son projet de résistance : « de fermer pendant un jour ou deux les issues du Vercors, de l'occuper par surprise en y lâchant des formations de parachutistes, puis d'en sortir immédiatement pour attaquer ». Après l'invasion de la zone Sud, Dalloz, en décembre 1942, rédige une note explicative qu'Yves Farge apporte à Jean Moulin. Ils reçoivent le 10 février 1943 du général Delestraint l'ordre d'étudier l'affaire et de trouver des collaborateurs. Prévost est mis en réserve.
Après l'échec de ce premier groupe dû à une opération ratée à Mens, Dalloz se cache et Farge doit s'enfuir. Il confie alors ses filières à Alain Le Ray qui poursuit l’organisation du plan nommé Montagnards et y associe plus étroitement Jean Prévost. Celui-ci sera chargé de l'organisation du Vercors. Alors en séjour à Meylan avec sa femme, il apprend à la radio que l'Académie française venait de lui décerner son Grand prix de littérature (1943) pour l'ensemble de son œuvre.
En juin 1943, il s'installe à Voiron au domaine du vieux Camet. Delestraint est arrêté le 9 juin à La Muette mais le mouvement continue. Prévost, Le Ray et Dalloz se rencontrent plusieurs fois à Lyon et à Paris et se mettent d'accord sur tous les points d'exécution. Prévost devient un lien charnière des différents groupes, visitant les maquis dispersés à bicyclette. Il est alors connu comme le Capitaine Goderville, nom emprunté au village natal de son père et se fait fortement apprécier de ses hommes pour sa simplicité.
Il participe le 10 août 1943 au grand rassemblement du Vercors avec entre autres Hubert Beuve-Méry, Bénigno Cacérès et Jean-Marie Domenach, qui regroupe les différents chefs civils et militaires,.
Après un voyage à Paris où il rencontre Jean Cassou, il loue en avril 1944 une maison aux Vallets à Saint-Agnan-en-Vercors où il s'installe avec sa femme. Le 9 juin 1944, il est mis à la tête d'une compagnie et fait partie de la ligne de défense établie par le commandant Huet dans le Centre-Vercors. Sa compagnie dispose de fusils mitrailleurs, de mitrailleuses légères et d'un petit mortier britannique. Mais Prévost se trouve rapidement en proie au boycott de son groupe, celui-ci n'acceptant pas de ne plus avoir à sa tête son chef Louis Bouchier qui le dirigeait depuis 1943. Finalement Prévost finit par convaincre ses hommes du sens de son engagement et par leur montrer ses talents d'organisateur. Avec Paul Brisac, il est chargé de la défense de Saint-Nizier.
Après une première victoire contre l'armée allemande, sa compagnie où figure son fils Alain gagne Saint-Martin, le hameau de Tourtre puis Les Jarrands. Prévost installe son poste de commandement à la ferme d'Herbouilly.
Le Vercors cerné par l'armée allemande, la compagnie Goderville se réfugie sur la plaine des Sarnas où Prévost décide de l'éparpiller en petits groupes de guérilla. Lors d'une halte près de la Barraque Magnan, il cache son sac avec sa machine à écrire portative et son manuscrit en donnant l'ordre de le confier à son fils Alain s'il lui arrivait malheur. Il reste alors avec huit hommes dont Louis Bouchier et Jean Veyrat et grâce aux connaissances du pays de Bouchier, parviennent à se réfugier au-dessus du hameau de La Rivière dans la Grotte des Fées encore inconnue des cartes d'état-major. La survie s'organise mais progressivement les vivres viennent à manquer.
Prévost décide d'accompagner Jean Thiaville pour aller chercher des ravitaillements aux Vallets. Il parvient chez lui et prend quelques renseignements sur son fils Michel resté avec la compagnie Brisac avant de revenir à la grotte. Plusieurs maquisards les y rejoignent parmi lesquels Charles Loisel, André Jullien du Breuil, Fred Leizer, Simon Nora, Léa Blain et Rémy Lifschitz. Prévost révèle alors à Simon Nora sa véritable identité.
Le 29 juillet, le Vercors s’apaisant, les hommes décident de quitter leur repaire : un groupe part pour Villard-de-Lans et un deuxième, dont fait partie Prévost, part pour Grenoble. Nora, quant à lui, rejoint sa famille à Méaudre. Le groupe de Prévost n'a pas d'armes. Seul Veyrat à un pistolet.
Après une pause à Engins, les hommes s'engagent dans les Gorges d'Engins. Ils sortent du défilé le 1er août et atteignent le pont Charvet, où ils tombent sur des soldats allemands qui les abattent aussitôt à la mitrailleuse. Les cinq hommes sont tués sur le coup. Seul le corps de Jean Prévost sera retrouvé dans le lit du torrent, ses compagnons restant sur la route.
Les cinq corps anonymes numérotés et photographiés, ils sont inscrits sur les registres d'état civil de Sassenage puis inhumés dans le cimetière de la commune. Ils seront plus tard transférés au cimetière militaire de Saint-Nizier. Ce n'est que quelques jours plus tard qu'ils sont identifiés. On découvre alors dans le no 5 le capitaine Jean Prévost, dit Goderville.
En septembre 1944, Confluences publie deux articles posthumes de lui : Jean Giraudoux et la préciosité et Valéry Larbaud et la jeunesse et en 1953 est publié au Mercure de France son Baudelaire, essai sur l'inspiration et la création poétiques dans lequel il est le premier à mettre en lumière toute l'importance que revêt l'inspiration plastique dans Les Fleurs du Mal.

## Hommages

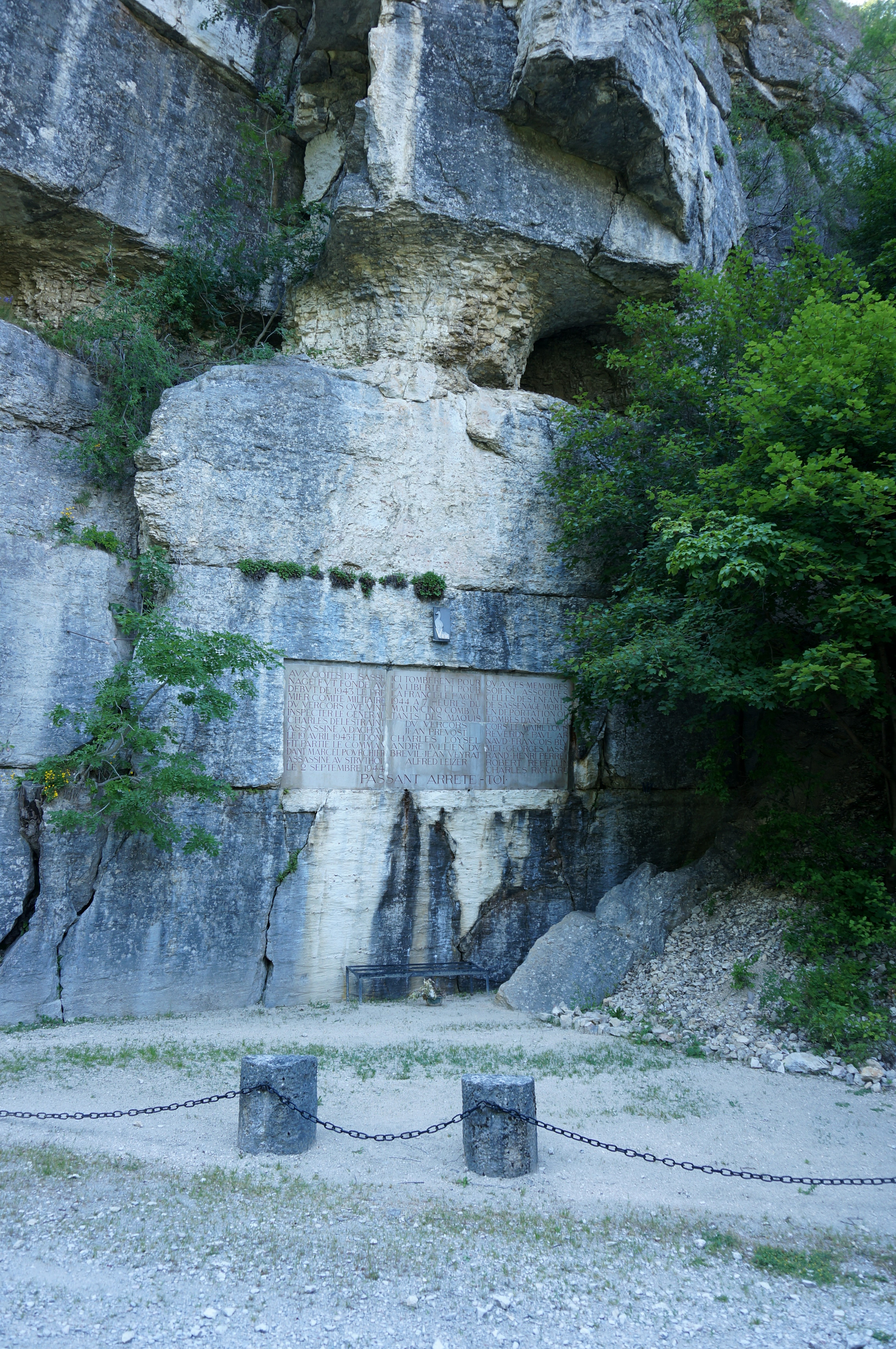
Plaque commémorative du pont Charvet.

Les lycées de Villard-de-Lans (Isère) et de Montivilliers (Seine-Maritime) ainsi qu'une école primaire à Yvetot (Seine-Maritime), une rue de Grenoble et une rue de Goderville (Seine-Maritime) portent son nom. Le centre de recherches en littérature de l'université Jean-Moulin - Lyon III porte son nom. La médiathèque de Bron (Rhône) porte également son nom. À Sassenage une place et une rue portent son nom : le rond-point à cascade menant au plateau du Vercors.

## Œuvre
Jean Prévost est l'auteur de trente ouvrages et a publié un millier d'articles, aussi bien dans des revues intellectuelles et littéraires (Nouvelle Revue française, Europe, le Navire d'Argent) que dans des titres hebdomadaires ou quotidiens comme Marianne, L'Europe nouvelle, Voilà, Le Jour, Paris-Soir ou L'Intransigeant. Dans ces articles, il démontre l'étendue de son esprit encyclopédique dans différents domaines : littérature, cinéma, philosophie, critique d'art, architecture...
- Plaisirs des Sports. Essai sur le corps humain, Gallimard, 1925
- Tentative de Solitude, Gallimard, 1925
- Brûlure de la Prière, Gallimard, 1926
- La Pensée de Paul Valéry, Fabre, 1926
- La Vie de Montaigne, essai, Gallimard, 1926
- Essai sur l'Introspection, Paris, Sans Pareil, 1927
- Merlin, Petites amours profanes,  Gallimard, 1927
- Le Chemin de Stendhal, Hartmann, 1929
- Dix-huitième année, Gallimard, 1929
- Eiffel, Rieder, 1929
- Traité du Débutant, Hazan, 1929, réédition Le Passeur, 1996 et 2011
- Polymnie ou les arts mimiques, Hazan, 1929
- Les Frères Bouquinquant [note 4], Gallimard, 1930, réédition Livre de Poche 1967
- Les Épicuriens français ; Trois vies exemplaires : Hérault de Séchelles, Stendhal, Sainte-Beuve, Gallimard, 1931
- Faire le point, Champion, 1931[65]
- Nous marchons sur la mer, nouvelles, Gallimard, 1931
- Histoire de la France depuis la guerre, Rieder, 1932
- Rachel, Gallimard, 1932
- Le Sel sur la plaie, roman, Gallimard, 1934, réédition 1993 et 2009
- Lucie-Paulette, recueil de nouvelles, Gallimard, 1935
- La Terre est aux hommes, Gallimard, 1936
- La Chasse du matin, roman, Gallimard, 1937, réédition 1994
- Maîtrise de son corps, Flammarion, 1938
- Nos enfants et nous, Flammarion, 1938
- Usonie, esquisse de la civilisation américaine, Gallimard, 1939
- L'Amateur de poèmes, poésies, Gallimard, 1940
- Apprendre seul, guide de culture personnelle, Flammarion, 1940, rééd. Le Pavillon, 1971
- Le Petit Testament, poèmes, 1940
- La Création chez Stendhal, Essai sur le métier d'écrire et la psychologie de l'écrivain, Sagittaire, 1942), réédition Mercure de France, 1951 et 1959, Idées-Gallimard, 1974 et 1996
- Essai sur les sources de Lamiel, Imprimeries réunies, 1942, rééd. Mercure de France, 1960
- Les Caractères. Faire le Point. Voyage en Grèce, Albin Michel, 1946
- Baudelaire, Essai sur la création et l'inspiration poétiques, Mercure de France, 1953 (posth.)[66].
- Derniers poèmes, suivi de l'amateur de poèmes, Gallimard, 1990
- Ni peur ni haine, recueil d'articles parus dans Pamphlet, éd. Joseph K., 2011 (inédit)
- L'Affaire Berthet, éd. La Thébaïde, 2014
- Journal de travail 1929-1943 (édition d'Emmanuel Bluteau, préface de Jérôme Garcin) éd. La Thébaïde, 2019 (inédit)
- Le Taureau & autres nouvelles, éd. La Thébaïde, 2021